# Dialetto cipilegno
Il Cipilegno (o Veneto di Chipilo) è una varietà linguistica della lingua veneta parlato a Chipilo nello stato messicano di Puebla. Il Cipilegno viene anche chiamato Véneto chipileño. Il Cipilegno si parla anche in parte dello stato confinante di Veracruz.
Immigranti italiani (la maggior parte di Segusino) iniziarono a colonizzare Chipilo alla fine dell'anno 1892. Questi coloni venivano dalla regione italiana del Veneto, soprattutto settentrionale, ma molti parlavano il veneto.
Il Cipilegno fu però anche molto influenzato non soltanto da altri idiomi italiani ma anche dallo spagnolo, lingua nazionale del Messico.

## Correlazione comparativa
| Cipilegno | Spagnolo   | Italiano  | Veneto           | Talian    |
| --------- | ---------- | --------- | ---------------- | --------- |
| caŝa      | casa       | casa      | caza             | caxa      |
| chipileñi | chipileños | cipilegni | sipiłenji        | cipilegni |
| mondo     | mundo      | mondo     | mondo            | mondo     |
| ozhio     | ojo        | occhio    | ocio             | ossio     |
| spañol    | español    | spagnolo  | spanjoło         | spagnol   |
| silenzhio | silencio   | silenzio  | siłensio         | silensio  |
| adès      | ahora      | adesso    | dèso             |           |
| vert      | verde      | verde     | verde            |           |
| vèrt      | abierto    | aperto    | zvèrto / vèrto   |           |
| instès    | lo mismo   | lo stesso | isteso / insteso |           |
| vodo      | vacio      | vuoto     | vodo             |           |
| còt       | cocido     | cotto     | còto / cozesto   |           |
| uvi       | huevos     | uova      | vovi / ovi / uvi |           |